# Нансін-Мару № 13
Нансін-Мару № 13 (Nanshin Maru No. 13) — транспортне судно, яке під час Другої світової війни брало участь у операціях японських збройних сил на Тихому океані.
Малий танкер «Нансін-Мару № 13» спорудили в 1944 році на верфі Harima Shipbuilding and Engineering в Айой для компанії Nanpo Yusosen.
3 грудня 1944-го судно перебувало біля Балікпапану (центр нафтовидобутку на сході Борнео), де було виявлене та потоплене літаками американської морської базової авіації.